# Reichstagswahl 1874
- ADAV: 3
- SDAP: 6
- DtVP: 1
- DFP: 49
- NLP: 154
- Unabh. Lib.: 3
- LRP: 3
- Minderheiten: 30
- DHP: 4
- Z: 91
- DRP: 32
- KP: 21

Die Ergebnisse der Reichstagswahl nach Wahlkreisen. Die Nummerierung der Wahlkreise entspricht der der Tabelle.

Die Reichstagswahl 1874 war die Wahl zum 2. Deutschen Reichstag. Sie fand am 10. Januar 1874 statt.
Die Wahlbeteiligung lag bei ca. 61,2 % und damit deutlich höher als bei der Reichstagswahl 1871.
Zum ersten Mal zogen Abgeordnete aus dem Reichsland Elsaß-Lothringen in den Reichstag ein. Alle 15 elsaß-lothringischen Wahlkreise wurden von pro-französischen elsässisch-lothringischen Regionalisten gewonnen; erst bei der Reichstagswahl 1890 gelang es auch deutschen Parteien, Mandate zu gewinnen.
Gewinner der Wahl waren die Nationalliberalen und das Zentrum, Verluste mussten dagegen die Konservative Partei und die Liberale Reichspartei hinnehmen. Die Nationalliberalen gewannen mit 154 Mandaten (38,8 %) so viele Abgeordnetensitze wie nie zuvor und später eine Partei bei einer Reichstagswahl im Kaiserreich. Für Besorgnis u. a. beim Reichskanzler Otto von Bismarck sorgte das Abschneiden der Sozialdemokraten, die ihre Abgeordnetenzahl von 2 auf 9 erhöhen konnten.

## Gesamtergebnis
Die Unterstützer der Politik Otto von Bismarcks, also Freikonservative, Nationalliberale, Fortschrittsparteiler und Altliberale erhielten eine deutliche Mehrheit der Sitze.
| Politische Richtung            | Politische Richtung            | Parteien                                    | Parteien | Wählerstimmen | Wählerstimmen | Wählerstimmen | Sitze im Reichstag | Sitze im Reichstag | Sitze im Reichstag |
| ------------------------------ | ------------------------------ | ------------------------------------------- | -------- | ------------- | ------------- | ------------- | ------------------ | ------------------ | ------------------ |
| Politische Richtung            | Politische Richtung            | Parteien                                    | Parteien | in Mio.       | Anteil        | ggüb. 1871    | absolut            | Anteil             | ggüb. 1871         |
| Konservative                   | Konservative                   | Konservative Partei (KP)                    |          | 0,360         | 6,9 %         | −7,2 %        | 21                 | 5,3 %              | −32 ▼              |
| Konservative                   | Konservative                   | Freikonservative (DRP)                      |          | 0,376         | 7,2 %         | −1,7 %        | 32                 | 8,1 %              | −7 ▼               |
| Liberale                       | Rechts-                        | Liberale Reichspartei (LRP)                 |          | 0,054         | 1,0 %         | −6,2 %        | 3                  | 0,8 %              | −27 ▼              |
| Liberale                       | Rechts-                        | Nationalliberale Partei (NLP)               |          | 1,543         | 29,7 %        | −0,4 %        | 154                | 38,8 %             | +35 ▲              |
| Liberale                       |                                | sonstige Liberale                           |          | n/a           | n/a           | n/a           | 3                  | 0,9 %              | −3 ▼               |
| Liberale                       | Links-                         | Deutsche Fortschrittspartei (DFP)           |          | 0,448         | 8,6 %         | −0,2 %        | 491)               | 12,3 %             | +4 ▲               |
| Liberale                       | Links-                         | Deutsche Volkspartei (DtVP)                 |          | 0,022         | 0,4 %         | −0,1 %        | 1                  | 0,3 %              | ±0 ▬               |
| Katholiken                     | Katholiken                     | Zentrumspartei                              |          | 1,446         | 27,9 %        | +9,3 %        | 91                 | 22,9 %             | +31 ▲              |
| Sozialisten                    | Sozialisten                    | Sozialdemokratische Arbeiterpartei (SDAP)   |          | 0,172         | 3,3 %         | +2,2 %        | 61)                | 1,5 %              | +4 ▲               |
| Sozialisten                    | Sozialisten                    | Allgemeiner Deutscher Arbeiterverein (ADAV) |          | 0,179         | 3,5 %         | +2,1 %        | 3                  | 0,8 %              | +3 ▲               |
| Regionalparteien, Minderheiten | Regionalparteien, Minderheiten | Deutsch-Hannoversche Partei (DHP)           |          | 0,073         | 1,4 %         | ±0,0 %        | 4                  | 1,0 %              | −3 ▼               |
| Regionalparteien, Minderheiten | Regionalparteien, Minderheiten | Polen                                       |          | 0,198         | 3,8 %         | −0,7 %        | 14                 | 3,5 %              | ±0 ▬               |
| Regionalparteien, Minderheiten | Regionalparteien, Minderheiten | Dänen                                       |          | 0,034         | 0,7 %         | ±0,0 %        | 1                  | 0,3 %              | ±0 ▬               |
| Regionalparteien, Minderheiten | Regionalparteien, Minderheiten | Elsaß-Lothringer                            |          | 0,235         | 4,5 %         | +4,5 %        | 15                 | 3,8 %              | +15 ▲              |
|                                |                                | Sonstige                                    |          | 0,051         | 1,0 %         | −1,0 %        | -                  | -                  | −5 ▼               |
| Gesamt                         | Gesamt                         | Gesamt                                      | Gesamt   | 5,190         | 100 %         |               | 397                | 100 %              | +15                |

1)Der sächsische Wahlkreis Leipzig-Land wurde bei der Hauptwahl durch den Sozialdemokraten Johann Jacoby gewonnen, der das Mandat jedoch nicht annahm. Die notwendige Nachwahl gewann der DFP-Kandidat Karl Heine. Bei den Zahlen für die Sitzverteilung wurde das Ergebnis der Nachwahl gewertet.

## Gewählte Abgeordnete nach Wahlkreisen
In jedem der insgesamt 397 Wahlkreise wurde nach absolutem Mehrheitswahlrecht ein Abgeordneter gewählt. Wenn kein Kandidat im ersten Wahlgang die absolute Mehrheit erreichte, wurde eine Stichwahl zwischen den beiden bestplatzierten Kandidaten durchgeführt. In den folgenden Tabellen werden die Wahlkreissieger und ihre im amtlichen Endergebnis genannte Parteistellung angegeben.

### Preußen
| Königreich Preußen                                    | Königreich Preußen                                                                  | Königreich Preußen                             | Königreich Preußen                            | Königreich Preußen                            |
| Provinz Preußen – Regierungsbezirk Königsberg         | Provinz Preußen – Regierungsbezirk Königsberg                                       | Provinz Preußen – Regierungsbezirk Königsberg  | Provinz Preußen – Regierungsbezirk Königsberg | Provinz Preußen – Regierungsbezirk Königsberg |
| ----------------------------------------------------- | ----------------------------------------------------------------------------------- | ---------------------------------------------- | --------------------------------------------- | --------------------------------------------- |
| 1                                                     | Memel, Heydekrug                                                                    | Helmuth Karl Bernhard von Moltke               | KP                                            |                                               |
| 2                                                     | Labiau, Wehlau                                                                      | Friedrich Fernow                               | NLP                                           |                                               |
| 3                                                     | Königsberg-Stadt                                                                    | Julius Dickert                                 | DFP                                           |                                               |
| 4                                                     | Fischhausen, Königsberg-Land                                                        | Alfred Siegfried                               | NLP                                           |                                               |
| 5                                                     | Heiligenbeil, Preußisch-Eylau                                                       | Otto Lobach                                    | NLP                                           |                                               |
| 6                                                     | Braunsberg, Heilsberg                                                               | Anton Pohlmann                                 | Zentrum                                       |                                               |
| 7                                                     | Preußisch-Holland, Mohrungen                                                        | Wilhelm von Minnigerode                        | KP                                            |                                               |
| 8                                                     | Osterode i. Opr., Neidenburg                                                        | Carl Donath                                    | DFP                                           |                                               |
| 9                                                     | Allenstein, Rößel                                                                   | Rudolph Borowski                               | Zentrum                                       |                                               |
| 10                                                    | Rastenburg, Friedland, Gerdauen                                                     | Johannes Neumann                               | NLP                                           |                                               |
| Provinz Preußen – Regierungsbezirk Gumbinnen          |                                                                                     |                                                |                                               |                                               |
| 1                                                     | Tilsit, Niederung                                                                   | Adolf Bernhardi                                | DFP                                           |                                               |
| 2                                                     | Ragnit, Pillkallen                                                                  | Wilhelm Francke                                | DFP                                           |                                               |
| 3                                                     | Gumbinnen, Insterburg                                                               | Konstanz von Saucken-Julienfelde               | DFP                                           |                                               |
| 4                                                     | Stallupönen, Goldap, Darkehmen                                                      | Ludolf Parisius                                | DFP                                           |                                               |
| 5                                                     | Angerburg, Lötzen                                                                   | Kurt von Saucken-Tarputschen                   | DFP                                           |                                               |
| 6                                                     | Oletzko, Lyck, Johannisburg                                                         | Robert Viktor von Puttkamer                    | KP                                            |                                               |
| 7                                                     | Sensburg, Ortelsburg                                                                | Leopold von Hoverbeck                          | DFP                                           |                                               |
| Provinz Preußen – Regierungsbezirk Danzig             |                                                                                     |                                                |                                               |                                               |
| 1                                                     | Marienburg, Elbing                                                                  | Wilhelm von Brauchitsch                        | KP                                            |                                               |
| 2                                                     | Danzig Land                                                                         | Wilhelm Albrecht                               | NLP                                           |                                               |
| 3                                                     | Danzig Stadt                                                                        | Heinrich Rickert                               | NLP                                           |                                               |
| 4                                                     | Neustadt (Westpr.), Putzig, Karthaus                                                | Leo von Rybinski                               | Pole                                          |                                               |
| 5                                                     | Berent, Preußisch Stargard, Dirschau                                                | Michael von Kalkstein                          | Pole                                          |                                               |
| Provinz Preußen – Regierungsbezirk Marienwerder       |                                                                                     |                                                |                                               |                                               |
| 1                                                     | Marienwerder, Stuhm                                                                 | Leopold von Winter                             | NLP                                           |                                               |
| 2                                                     | Rosenberg (Westpr.), Löbau                                                          | Rodrigo zu Dohna-Finckenstein                  | KP                                            |                                               |
| 3                                                     | Graudenz, Strasburg (Westpr.)                                                       | Hugo Bieler                                    | NLP                                           |                                               |
| 4                                                     | Thorn, Kulm, Briesen                                                                | Friedrich Meyer                                | NLP                                           |                                               |
| 5                                                     | Schwetz                                                                             | Erasmus von Parczewski                         | Pole                                          |                                               |
| 6                                                     | Konitz, Tuchel                                                                      | Anton von Donimirski                           | Pole                                          |                                               |
| 7                                                     | Schlochau, Flatow                                                                   | Botho Heinrich zu Eulenburg                    | KP                                            |                                               |
| 8                                                     | Deutsch-Krone                                                                       | Friedrich Lehr                                 | NLP                                           |                                               |
| Berlin                                                |                                                                                     |                                                |                                               |                                               |
| 1                                                     | Alt-Berlin, Cölln, Friedrichswerder, Dorotheenstadt, Friedrichstadt-Nord            | Adolf Hagen                                    | DFP                                           |                                               |
| 2                                                     | Schöneberger Vorstadt, Friedrichsvorstadt, Tempelhofer Vorstadt, Friedrichstadt-Süd | Moritz Klotz                                   | DFP                                           |                                               |
| 3                                                     | Luisenstadt diesseits des Kanals, Neu-Cölln                                         | Carl Herz                                      | DFP                                           |                                               |
| 4                                                     | Luisenstadt jenseits des Kanals, Stralauer Vorstadt, Königsstadt-Ost                | Gustav Eberty                                  | DFP                                           |                                               |
| 5                                                     | Spandauer Vorstadt, Friedrich-Wilhelm-Stadt, Königsstadt-West                       | Franz Duncker                                  | DFP                                           |                                               |
| 6                                                     | Wedding, Gesundbrunnen, Moabit, Oranienburger Vorstadt, Rosenthaler Vorstadt        | Edward Banks                                   | DFP                                           |                                               |
| Provinz Brandenburg – Regierungsbezirk Potsdam        |                                                                                     |                                                |                                               |                                               |
| 1                                                     | Westprignitz                                                                        | Gustav von Jagow                               | KP                                            |                                               |
| 2                                                     | Ostprignitz                                                                         | Hermann Rasche                                 | NLP                                           |                                               |
| 3                                                     | Ruppin, Templin                                                                     | Adolf von Arnim-Boitzenburg                    | DRP                                           |                                               |
| 4                                                     | Prenzlau, Angermünde                                                                | Oskar von Arnim-Kröchlendorff                  | DRP                                           |                                               |
| 5                                                     | Oberbarnim                                                                          | Edwin von Hacke                                | NLP                                           |                                               |
| 6                                                     | Niederbarnim, Lichtenberg                                                           | Ulrich von Saint-Paul-Illaire                  | DRP                                           |                                               |
| 7                                                     | Potsdam, Osthavelland, Spandau                                                      | Emanuel Wulfshein                              | NLP                                           |                                               |
| 8                                                     | Brandenburg an der Havel, Westhavelland                                             | August Hausmann                                | DFP                                           |                                               |
| 9                                                     | Zauch-Belzig, Jüterbog-Luckenwalde                                                  | Fritz von Diederichs                           | NLP                                           |                                               |
| 10                                                    | Teltow, Beeskow-Storkow                                                             | Adolf Kiepert                                  | NLP                                           |                                               |
| Provinz Brandenburg – Regierungsbezirk Frankfurt      |                                                                                     |                                                |                                               |                                               |
| 1                                                     | Arnswalde, Friedeberg                                                               | Alexander Dann                                 | NLP                                           |                                               |
| 2                                                     | Landsberg (Warthe), Soldin                                                          | Theodor Jacobs                                 | NLP                                           |                                               |
| 3                                                     | Königsberg (Neumark)                                                                | Hugo Schroeder                                 | NLP                                           |                                               |
| 4                                                     | Frankfurt (Oder), Lebus                                                             | Eduard von Simson                              | NLP                                           |                                               |
| 5                                                     | Oststernberg, Weststernberg                                                         | Karl von Waldow und Reitzenstein               | KP                                            |                                               |
| 6                                                     | Züllichau-Schwiebus, Crossen                                                        | Otto Uhden                                     | KP                                            |                                               |
| 7                                                     | Guben, Lübben                                                                       | Rudolph Schulz                                 | NLP                                           |                                               |
| 8                                                     | Sorau, Forst                                                                        | Henning von Puttkamer                          | NLP                                           |                                               |
| 9                                                     | Cottbus, Spremberg                                                                  | Georg Schacht                                  | NLP                                           |                                               |
| 10                                                    | Calau, Luckau                                                                       | Eduard Zimmermann                              | DFP                                           |                                               |
| Provinz Pommern – Regierungsbezirk Stettin            |                                                                                     |                                                |                                               |                                               |
| 1                                                     | Demmin, Anklam                                                                      | Helmuth von Maltzahn                           | KP                                            |                                               |
| 2                                                     | Ueckermünde, Usedom-Wollin                                                          | Heinrich Dohrn                                 | NLP                                           |                                               |
| 3                                                     | Randow, Greifenhagen                                                                | Victor Kolbe                                   | NLP                                           |                                               |
| 4                                                     | Stettin                                                                             | Carl Theodor Schmidt                           | DFP                                           |                                               |
| 5                                                     | Pyritz, Saatzig                                                                     | Wilhelm von Schöning                           | KP                                            |                                               |
| 6                                                     | Naugard, Regenwalde                                                                 | Friedrich Wilhelm von Flügge                   | KP                                            |                                               |
| 7                                                     | Greifenberg, Kammin                                                                 | Carl von Woedtke                               | KP                                            |                                               |
| Provinz Pommern – Regierungsbezirk Köslin             |                                                                                     |                                                |                                               |                                               |
| 1                                                     | Stolp, Lauenburg in Pommern                                                         | Carl Friedrich von Denzin                      | KP                                            |                                               |
| 2                                                     | Bütow, Rummelsburg, Schlawe                                                         | Waldemar von Puttkamer-Kolziglow               | KP                                            |                                               |
| 3                                                     | Köslin, Kolberg-Körlin, Bublitz                                                     | August von Gerlach                             | KP                                            |                                               |
| 4                                                     | Belgard, Schivelbein, Dramburg                                                      | Conrad von Kleist                              | KP                                            |                                               |
| 5                                                     | Neustettin                                                                          | Heinrich Leonhard von Arnim-Heinrichsdorf      | KP                                            |                                               |
| Provinz Pommern – Regierungsbezirk Stralsund          |                                                                                     |                                                |                                               |                                               |
| 1                                                     | Rügen, Stralsund, Franzburg                                                         | Friedrich von Behr                             | DRP                                           |                                               |
| 2                                                     | Greifswald, Grimmen                                                                 | Hermann von Vahl                               | NLP                                           |                                               |
| Provinz Posen – Regierungsbezirk Posen                |                                                                                     |                                                |                                               |                                               |
| 1                                                     | Posen                                                                               | Władysław Niegolewski                          | Pole                                          |                                               |
| 2                                                     | Samter, Birnbaum, Obornik, Schwerin (Warthe)                                        | Ludwig Zietkiewicz                             | Pole                                          |                                               |
| 3                                                     | Meseritz, Bomst                                                                     | Hans Wilhelm von Unruhe-Bomst                  | DRP                                           |                                               |
| 4                                                     | Buk, Schmiegel, Kosten                                                              | Joseph von Zoltowski                           | Pole                                          |                                               |
| 5                                                     | Kröben                                                                              | Roman Prinz Czartoryski                        | Pole                                          |                                               |
| 6                                                     | Fraustadt, Lissa                                                                    | Maximilian von Puttkamer                       | NLP                                           |                                               |
| 7                                                     | Schrimm, Schroda                                                                    | Eustachius von Rogalinski                      | Pole                                          |                                               |
| 8                                                     | Wreschen, Pleschen, Jarotschin                                                      | Wladislaw von Taczanowski                      | Pole                                          |                                               |
| 9                                                     | Krotoschin, Koschmin                                                                | Eduard Kegel                                   | Pole                                          |                                               |
| 10                                                    | Adelnau, Schildberg, Ostrowo, Kempen in Posen                                       | Ferdinand von Radziwill                        | Pole                                          |                                               |
| Provinz Posen – Regierungsbezirk Bromberg             |                                                                                     |                                                |                                               |                                               |
| 1                                                     | Czarnikau, Filehne, Kolmar in Posen                                                 | Leberecht von Klitzing                         | KP                                            |                                               |
| 2                                                     | Wirsitz, Schubin, Znin                                                              | Theodor von Bethmann Hollweg                   | NLP                                           |                                               |
| 3                                                     | Bromberg                                                                            | Oskar Wehr                                     | NLP                                           |                                               |
| 4                                                     | Inowrazlaw, Mogilno, Strelno                                                        | Thomas von Kozlowski                           | Pole                                          |                                               |
| 5                                                     | Gnesen, Wongrowitz, Witkowo                                                         | Joseph von Choslowsky                          | Pole                                          |                                               |
| Provinz Schlesien – Regierungsbezirk Breslau          |                                                                                     |                                                |                                               |                                               |
| 1                                                     | Guhrau, Steinau, Wohlau                                                             | Benno Schulze                                  | NLP                                           |                                               |
| 2                                                     | Militsch, Trebnitz                                                                  | August von Maltzan                             | DRP                                           |                                               |
| 3                                                     | Groß Wartenberg, Oels                                                               | Wilhelm von Kardorff                           | DRP                                           |                                               |
| 4                                                     | Namslau, Brieg                                                                      | Anton Leopold Allnoch                          | DFP                                           |                                               |
| 5                                                     | Ohlau, Strehlen, Nimptsch                                                           | Fred von Frankenberg-Ludwigsdorf               | DRP                                           |                                               |
| 6                                                     | Breslau-Ost                                                                         | Julius von Kirchmann                           | DFP                                           |                                               |
| 7                                                     | Breslau-West                                                                        | Franz Ziegler                                  | DFP                                           |                                               |
| 8                                                     | Neumarkt, Breslau-Land                                                              | Victor I. Herzog von Ratibor                   | DRP                                           |                                               |
| 9                                                     | Striegau, Schweidnitz                                                               | Karl von Pückler-Burghauß                      | KP                                            |                                               |
| 10                                                    | Waldenburg                                                                          | Hans von Pleß                                  | DRP                                           |                                               |
| 11                                                    | Reichenbach, Neurode                                                                | Egmont Websky                                  | NLP                                           |                                               |
| 12                                                    | Glatz, Habelschwerdt                                                                | Robert von Ludwig                              | Zentrum                                       |                                               |
| 13                                                    | Frankenstein, Münsterberg                                                           | Johann von Harbuval-Chamaré-Stolz              | Zentrum                                       |                                               |
| Provinz Schlesien – Regierungsbezirk Oppeln           |                                                                                     |                                                |                                               |                                               |
| 1                                                     | Kreuzburg, Rosenberg O.S.                                                           | Eduard Georg von Bethusy-Huc                   | DRP                                           |                                               |
| 2                                                     | Oppeln                                                                              | Franz von Ballestrem                           | Zentrum                                       |                                               |
| 3                                                     | Groß Strehlitz, Kosel                                                               | Hugo zu Hohenlohe-Öhringen                     | DRP                                           |                                               |
| 4                                                     | Lublinitz, Tost-Gleiwitz                                                            | Carl zu Hohenlohe-Ingelfingen                  | DRP                                           |                                               |
| 5                                                     | Beuthen, Tarnowitz                                                                  | Edmund Prinz von Radziwill                     | Zentrum                                       |                                               |
| 6                                                     | Kattowitz, Zabrze                                                                   | Ludwig Richard Edler                           | Zentrum                                       |                                               |
| 7                                                     | Pleß, Rybnik                                                                        | Eduard Müller                                  | Zentrum                                       |                                               |
| 8                                                     | Ratibor                                                                             | Karl Fürst Lichnowsky                          | DRP                                           |                                               |
| 9                                                     | Leobschütz                                                                          | Julius Cäsar von Nayhauß-Cormons               | Zentrum                                       |                                               |
| 10                                                    | Neustadt O.S.                                                                       | Friedrich zu Stolberg-Stolberg                 | Zentrum                                       |                                               |
| 11                                                    | Falkenberg O.S., Grottkau                                                           | Friedrich von Praschma                         | Zentrum                                       |                                               |
| 12                                                    | Neisse                                                                              | Albert Horn                                    | Zentrum                                       |                                               |
| Provinz Schlesien – Regierungsbezirk Liegnitz         |                                                                                     |                                                |                                               |                                               |
| 1                                                     | Grünberg, Freystadt                                                                 | Karl zu Carolath-Beuthen                       | DRP                                           |                                               |
| 2                                                     | Sagan, Sprottau                                                                     | Ludwig von Rönne                               | NLP                                           |                                               |
| 3                                                     | Glogau                                                                              | Karl Braun (Politiker, 1822)                   | NLP                                           |                                               |
| 4                                                     | Lüben, Bunzlau                                                                      | Adalbert Falk                                  | fraktionslos liberal                          |                                               |
| 5                                                     | Löwenberg                                                                           | Karl Leopold Michaelis                         | NLP                                           |                                               |
| 6                                                     | Liegnitz, Goldberg-Haynau                                                           | Ludwig Jacobi                                  | NLP                                           |                                               |
| 7                                                     | Landeshut, Jauer, Bolkenhain                                                        | Rudolf von Gneist                              | NLP                                           |                                               |
| 8                                                     | Schönau, Hirschberg                                                                 | Johann Louis Tellkampf                         | NLP                                           |                                               |
| 9                                                     | Görlitz, Lauban                                                                     | Louis Müller                                   | DFP                                           |                                               |
| 10                                                    | Rothenburg (Oberlausitz), Hoyerswerda                                               | Otto Theodor von Seydewitz                     | KP                                            |                                               |
| Provinz Sachsen – Regierungsbezirk Magdeburg          |                                                                                     |                                                |                                               |                                               |
| 1                                                     | Salzwedel, Gardelegen                                                               | Friedrich Kapp                                 | NLP                                           |                                               |
| 2                                                     | Stendal, Osterburg                                                                  | Hugo Thiel                                     | NLP                                           |                                               |
| 3                                                     | Jerichow I, Jerichow II                                                             | Gustav von Bonin                               | LRP                                           |                                               |
| 4                                                     | Magdeburg                                                                           | Hans Victor von Unruh                          | NLP                                           |                                               |
| 5                                                     | Neuhaldensleben, Wolmirstedt                                                        | Max von Forckenbeck                            | NLP                                           |                                               |
| 6                                                     | Wanzleben                                                                           | Robert von Benda                               | NLP                                           |                                               |
| 7                                                     | Aschersleben, Quedlinburg, Calbe an der Saale                                       | Adolph von Dietze                              | DRP                                           |                                               |
| 8                                                     | Halberstadt, Oschersleben, Wernigerode                                              | August von Bernuth                             | fraktionslos liberal                          |                                               |
| Provinz Sachsen – Regierungsbezirk Merseburg          |                                                                                     |                                                |                                               |                                               |
| 1                                                     | Liebenwerda, Torgau                                                                 | Bernhard Grobe                                 | NLP                                           |                                               |
| 2                                                     | Schweinitz, Wittenberg                                                              | Georg von Siemens                              | NLP                                           |                                               |
| 3                                                     | Bitterfeld, Delitzsch                                                               | Carl Gustav Thilo                              | DRP                                           |                                               |
| 4                                                     | Halle (Saale), Saalkreis                                                            | Wilhelm Spielberg                              | DFP                                           |                                               |
| 5                                                     | Mansfelder Seekreis, Mansfelder Gebirgskreis                                        | Anton Sombart                                  | NLP                                           |                                               |
| 6                                                     | Sangerhausen, Eckartsberga                                                          | Hermann Jüngken                                | NLP                                           |                                               |
| 7                                                     | Querfurt, Merseburg                                                                 | Johannes Moritz Wölfel                         | NLP                                           |                                               |
| 8                                                     | Naumburg, Weißenfels, Zeitz                                                         | Otto Rohland                                   | DFP                                           |                                               |
| Provinz Sachsen – Regierungsbezirk Erfurt             |                                                                                     |                                                |                                               |                                               |
| 1                                                     | Nordhausen, Hohenstein                                                              | Ludwig Albert Jaeger                           | NLP                                           |                                               |
| 2                                                     | Heiligenstadt, Worbis                                                               | Eduard Strecker                                | Zentrum                                       |                                               |
| 3                                                     | Mühlhausen, Langensalza, Weißensee                                                  | Karl Rudolf Friedenthal                        | DRP                                           |                                               |
| 4                                                     | Erfurt, Schleusingen, Ziegenrück                                                    | Robert Lucius                                  | DRP                                           |                                               |
| Provinz Schleswig-Holstein                            |                                                                                     |                                                |                                               |                                               |
| 1                                                     | Hadersleben, Sonderburg                                                             | Hans Krüger                                    | Däne                                          |                                               |
| 2                                                     | Apenrade, Flensburg                                                                 | Paul Hinschius                                 | NLP                                           |                                               |
| 3                                                     | Schleswig, Eckernförde                                                              | Christian Adolf Wallichs                       | NLP                                           |                                               |
| 4                                                     | Tondern, Husum, Eiderstedt                                                          | Hans Heinrich Wachs                            | NLP                                           |                                               |
| 5                                                     | Dithmarschen, Steinburg                                                             | Karl Lorentzen                                 | DFP                                           |                                               |
| 6                                                     | Pinneberg, Segeberg                                                                 | Georg Beseler                                  | NLP                                           |                                               |
| 7                                                     | Kiel, Rendsburg                                                                     | Albert Hänel                                   | DFP                                           |                                               |
| 8                                                     | Altona, Stormarn                                                                    | Wilhelm Hasenclever                            | ADAV                                          |                                               |
| 9                                                     | Oldenburg in Holstein, Plön                                                         | Otto Reimer                                    | ADAV                                          |                                               |
| 10                                                    | Herzogtum Lauenburg                                                                 | Richard Krieger                                | NLP                                           |                                               |
| Provinz Hannover                                      |                                                                                     |                                                |                                               |                                               |
| 1                                                     | Emden, Norden, Weener                                                               | Wilhelm von Freeden                            | NLP                                           |                                               |
| 2                                                     | Aurich, Wittmund, Leer                                                              | Edo Peterssen                                  | NLP                                           |                                               |
| 3                                                     | Meppen, Lingen, Bentheim, Aschendorf, Hümmling                                      | Ludwig Windthorst                              | Zentrum                                       |                                               |
| 4                                                     | Osnabrück, Bersenbrück, Iburg                                                       | Gustav Struckmann                              | NLP                                           |                                               |
| 5                                                     | Melle, Diepholz, Wittlage, Sulingen, Stolzenau                                      | Johannes Struckmann                            | NLP                                           |                                               |
| 6                                                     | Syke, Verden                                                                        | Diedrich Precht                                | NLP                                           |                                               |
| 7                                                     | Nienburg, Neustadt am Rübenberge, Fallingbostel                                     | Carl Ferdinand Nieper                          | DHP                                           |                                               |
| 8                                                     | Hannover                                                                            | Heinrich Ewald                                 | DHP                                           |                                               |
| 9                                                     | Hameln, Linden, Springe                                                             | August Brande                                  | NLP                                           |                                               |
| 10                                                    | Hildesheim, Marienburg, Alfeld (Leine), Gronau                                      | Hermann Roemer                                 | NLP                                           |                                               |
| 11                                                    | Einbeck, Northeim, Osterode am Harz, Uslar                                          | Siegfried Wilhelm Albrecht                     | NLP                                           |                                               |
| 12                                                    | Göttingen, Duderstadt, Münden                                                       | Reinhard von Adelebsen                         | DHP                                           |                                               |
| 13                                                    | Goslar, Zellerfeld, Ilfeld                                                          | Otto zu Stolberg-Wernigerode                   | DRP                                           |                                               |
| 14                                                    | Gifhorn, Celle, Peine, Burgdorf                                                     | Carl Haarmann                                  | NLP                                           |                                               |
| 15                                                    | Lüchow, Uelzen, Dannenberg, Bleckede                                                | Otto von Grote                                 | DHP                                           |                                               |
| 16                                                    | Lüneburg, Soltau, Winsen (Luhe)                                                     | Erich von Reden                                | NLP                                           |                                               |
| 17                                                    | Harburg, Rotenburg in Hannover, Zeven                                               | August Grumbrecht                              | NLP                                           |                                               |
| 18                                                    | Stade, Geestemünde, Bremervörde, Osterholz                                          | Wilhelm Laporte                                | NLP                                           |                                               |
| 19                                                    | Neuhaus (Oste), Hadeln, Lehe, Kehdingen, Jork                                       | Rudolf von Bennigsen                           | NLP                                           |                                               |
| Provinz Westfalen – Regierungsbezirk Münster          |                                                                                     |                                                |                                               |                                               |
| 1                                                     | Tecklenburg, Steinfurt, Ahaus                                                       | Hermann von Mallinckrodt                       | Zentrum                                       |                                               |
| 2                                                     | Münster, Coesfeld                                                                   | Clemens Heereman von Zuydwyck                  | Zentrum                                       |                                               |
| 3                                                     | Borken, Recklinghausen                                                              | Max von Landsberg-Velen                        | Zentrum                                       |                                               |
| 4                                                     | Lüdinghausen, Beckum, Warendorf                                                     | Ignatz von Landsberg-Velen und Steinfurt       | Zentrum                                       |                                               |
| Provinz Westfalen – Regierungsbezirk Minden           |                                                                                     |                                                |                                               |                                               |
| 1                                                     | Minden, Lübbecke                                                                    | August von Etzel                               | NLP                                           |                                               |
| 2                                                     | Herford, Halle (Westfalen)                                                          | Rudolf von Borries                             | NLP                                           |                                               |
| 3                                                     | Bielefeld, Wiedenbrück                                                              | Julius Kisker                                  | DFP                                           |                                               |
| 4                                                     | Paderborn, Büren                                                                    | Hermann von und zu Brenken                     | Zentrum                                       |                                               |
| 5                                                     | Höxter, Warburg                                                                     | Carl von Wendt-Papenhausen                     | Zentrum                                       |                                               |
| Provinz Westfalen – Regierungsbezirk Arnsberg         |                                                                                     |                                                |                                               |                                               |
| 1                                                     | Wittgenstein, Siegen, Biedenkopf                                                    | Heinrich von Achenbach                         | DRP                                           |                                               |
| 2                                                     | Olpe, Arnsberg, Meschede                                                            | Peter Reichensperger                           | Zentrum                                       |                                               |
| 3                                                     | Altena, Iserlohn, Lüdenscheid                                                       | Heinrich Kreutz                                | DFP                                           |                                               |
| 4                                                     | Hagen, Schwelm, Witten                                                              | Eugen Richter                                  | DFP                                           |                                               |
| 5                                                     | Bochum, Gelsenkirchen, Hattingen, Herne                                             | Wilhelm Loewe                                  | DFP                                           |                                               |
| 6                                                     | Dortmund, Hörde                                                                     | Louis Constanz Berger                          | DFP                                           |                                               |
| 7                                                     | Hamm, Soest                                                                         | Florens von Bockum-Dolffs                      | fraktionslos liberal                          |                                               |
| 8                                                     | Lippstadt, Brilon                                                                   | Theodor Schroeder                              | Zentrum                                       |                                               |
| Provinz Hessen-Nassau – Regierungsbezirk Wiesbaden    |                                                                                     |                                                |                                               |                                               |
| 1                                                     | Obertaunus, Höchst, Usingen                                                         | Adolf Brüning                                  | NLP                                           |                                               |
| 2                                                     | Wiesbaden, Rheingau, Untertaunus                                                    | Hermann Schulze-Delitzsch                      | DFP                                           |                                               |
| 3                                                     | St. Goarshausen, Unterwesterwald                                                    | Ernst Lieber                                   | Zentrum                                       |                                               |
| 4                                                     | Limburg, Oberlahnkreis, Unterlahnkreis                                              | Johannes Knapp                                 | DFP                                           |                                               |
| 5                                                     | Dillkreis, Oberwesterwald                                                           | Georg Thilenius                                | NLP                                           |                                               |
| 6                                                     | Frankfurt am Main                                                                   | Leopold Sonnemann                              | DtVP                                          |                                               |
| Provinz Hessen-Nassau – Regierungsbezirk Kassel       |                                                                                     |                                                |                                               |                                               |
| 1                                                     | Rinteln, Hofgeismar, Wolfhagen                                                      | Friedrich Oetker                               | NLP                                           |                                               |
| 2                                                     | Kassel, Melsungen                                                                   | Otto Bähr                                      | NLP                                           |                                               |
| 3                                                     | Fritzlar, Homberg, Ziegenhain                                                       | Wilhelm Wehrenpfennig                          | NLP                                           |                                               |
| 4                                                     | Eschwege, Schmalkalden, Witzenhausen                                                | Richard Harnier                                | NLP                                           |                                               |
| 5                                                     | Marburg, Frankenberg, Kirchhain                                                     | Gottfried Fenner                               | NLP                                           |                                               |
| 6                                                     | Hersfeld, Rotenburg (Fulda), Hünfeld                                                | Wilhelm Gleim                                  | NLP                                           |                                               |
| 7                                                     | Fulda, Schlüchtern, Gersfeld                                                        | Franz Herrlein                                 | Zentrum                                       |                                               |
| 8                                                     | Hanau, Gelnhausen                                                                   | Hermann Weigel                                 | NLP                                           |                                               |
| Rheinprovinz – Regierungsbezirk Köln                  |                                                                                     |                                                |                                               |                                               |
| 1                                                     | Köln-Stadt                                                                          | Nicola Philipp Grosman                         | Zentrum                                       |                                               |
| 2                                                     | Köln-Land                                                                           | Friedrich Wilhelm Grosman                      | Zentrum                                       |                                               |
| 3                                                     | Bergheim (Erft), Euskirchen                                                         | Wilhelm Rudolphi                               | Zentrum                                       |                                               |
| 4                                                     | Rheinbach, Bonn                                                                     | Eugen von Kesseler                             | Zentrum                                       |                                               |
| 5                                                     | Siegkreis, Waldbröl                                                                 | Joseph Lingens                                 | Zentrum                                       |                                               |
| 6                                                     | Mülheim am Rhein, Gummersbach, Wipperfürth                                          | Constantin Hamm                                | Zentrum                                       |                                               |
| Rheinprovinz – Regierungsbezirk Düsseldorf            |                                                                                     |                                                |                                               |                                               |
| 1                                                     | Remscheid, Lennep, Mettmann                                                         | Friedrich Techow                               | NLP                                           |                                               |
| 2                                                     | Elberfeld, Barmen                                                                   | Wilhelm Hasselmann                             | ADAV                                          |                                               |
| 3                                                     | Solingen                                                                            | Peter Kloeppel                                 | DFP                                           |                                               |
| 4                                                     | Düsseldorf                                                                          | Josef Bernards                                 | Zentrum                                       |                                               |
| 5                                                     | Essen                                                                               | Christoph Ernst Friedrich von Forcade de Biaix | Zentrum                                       |                                               |
| 6                                                     | Duisburg, Mülheim an der Ruhr, Ruhrort, Oberhausen                                  | Johann Friedrich von Schulte                   | NLP                                           |                                               |
| 7                                                     | Moers, Rees                                                                         | Heinrich Grütering                             | Zentrum                                       |                                               |
| 8                                                     | Kleve, Geldern                                                                      | Theodor Ferdinand Ulrich                       | Zentrum                                       |                                               |
| 9                                                     | Kempen                                                                              | Hugo Pfafferott                                | Zentrum                                       |                                               |
| 10                                                    | Gladbach                                                                            | Friedrich von Kehler                           | Zentrum                                       |                                               |
| 11                                                    | Krefeld                                                                             | August Reichensperger                          | Zentrum                                       |                                               |
| 12                                                    | Neuss, Grevenbroich                                                                 | Albert von Thimus                              | Zentrum                                       |                                               |
| Rheinprovinz – Regierungsbezirk Koblenz               |                                                                                     |                                                |                                               |                                               |
| 1                                                     | Wetzlar, Altenkirchen                                                               | Ludwig von Beughem                             | NLP                                           |                                               |
| 2                                                     | Neuwied                                                                             | Alfred zu Stolberg-Stolberg                    | Zentrum                                       |                                               |
| 3                                                     | Koblenz, St. Goar                                                                   | Karl Friedrich von Savigny                     | Zentrum                                       |                                               |
| 4                                                     | Kreuznach, Simmern                                                                  | Heinrich von Treitschke                        | NLP                                           |                                               |
| 5                                                     | Mayen, Ahrweiler                                                                    | Friedrich Franz Kochann                        | Zentrum                                       |                                               |
| 6                                                     | Adenau, Cochem, Zell                                                                | Andreas von Grand-Ry                           | Zentrum                                       |                                               |
| Rheinprovinz – Regierungsbezirk Trier                 |                                                                                     |                                                |                                               |                                               |
| 1                                                     | Daun, Bitburg, Prüm                                                                 | Johann zu Stolberg-Stolberg                    | Zentrum                                       |                                               |
| 2                                                     | Wittlich, Bernkastel                                                                | Christian Dieden                               | Zentrum                                       |                                               |
| 3                                                     | Trier                                                                               | Paul Majunke                                   | Zentrum                                       |                                               |
| 4                                                     | Saarlouis, Merzig, Saarburg                                                         | Bartholomäus Haanen                            | Zentrum                                       |                                               |
| 5                                                     | Saarbrücken                                                                         | Georg Bluhme                                   | NLP                                           |                                               |
| 6                                                     | Ottweiler, St. Wendel, Meisenheim                                                   | Carl Ferdinand von Stumm-Halberg               | DRP                                           |                                               |
| Rheinprovinz – Regierungsbezirk Aachen                |                                                                                     |                                                |                                               |                                               |
| 1                                                     | Schleiden, Malmedy, Montjoie                                                        | Heinrich Franssen                              | Zentrum                                       |                                               |
| 2                                                     | Eupen, Aachen-Land                                                                  | Adam Bock                                      | Zentrum                                       |                                               |
| 3                                                     | Aachen-Stadt                                                                        | Friedrich Baudri                               | Zentrum                                       |                                               |
| 4                                                     | Düren, Jülich                                                                       | Franz Werner von Leykam                        | Zentrum                                       |                                               |
| 5                                                     | Geilenkirchen, Heinsberg, Erkelenz                                                  | Carl Lucius                                    | Zentrum                                       |                                               |
| Hohenzollernsche Lande – Regierungsbezirk Sigmaringen |                                                                                     |                                                |                                               |                                               |
| 1                                                     | Sigmaringen, Hechingen                                                              | Adolf von Kleinsorgen                          | Zentrum                                       |                                               |

### Bayern
| Königreich Bayern | Königreich Bayern                                                                                            | Königreich Bayern                        | Königreich Bayern | Königreich Bayern |
| Oberbayern        | Oberbayern                                                                                                   | Oberbayern                               | Oberbayern        | Oberbayern        |
| ----------------- | --- | ---------------------------------------- | ----------------- | ----------------- |
| 1                 | München I (Altstadt, Lehel, Maxvorstadt)                                                                     | Franz August Schenk von Stauffenberg     | NLP               |                   |
| 2                 | München II (Isarvorstadt, Ludwigsvorstadt, Au, Haidhausen, Giesing), München-Land, Starnberg, Wolfratshausen | Anton Westermayer                        | Zentrum           |                   |
| 3                 | Aichach, Friedberg, Dachau, Schrobenhausen                                                                   | Joseph Anton Schmid                      | Zentrum           |                   |
| 4                 | Ingolstadt, Freising, Pfaffenhofen                                                                           | Peter Karl von Aretin                    | Zentrum           |                   |
| 5                 | Wasserburg, Erding, Mühldorf                                                                                 | Maximilian von Soden-Fraunhofen          | Zentrum           |                   |
| 6                 | Weilheim, Werdenfels, Bruck, Landsberg, Schongau                                                             | Ferdinand von Miller                     | Zentrum           |                   |
| 7                 | Rosenheim, Ebersberg, Miesbach, Tölz                                                                         | Franz Köllerer                           | Zentrum           |                   |
| 8                 | Traunstein, Laufen, Berchtesgaden, Altötting                                                                 | Karl Senestrey                           | Zentrum           |                   |
| Niederbayern      | |                                          |                   |                   |
| 1                 | Landshut, Dingolfing, Vilsbiburg                                                                             | Karl von Ow                              | Zentrum           |                   |
| 2                 | Straubing, Bogen, Landau, Vilshofen                                                                          | Conrad von Preysing                      | Zentrum           |                   |
| 3                 | Passau, Wegscheid, Wolfstein, Grafenau                                                                       | Adolf Krätzer                            | Zentrum           |                   |
| 4                 | Pfarrkirchen, Eggenfelden, Griesbach                                                                         | Benedikt Winkelhofer                     | Zentrum           |                   |
| 5                 | Deggendorf, Regen, Viechtach, Kötzting                                                                       | Aloys Hafenbrädl                         | Zentrum           |                   |
| 6                 | Kelheim, Rottenburg, Mallersdorf                                                                             | Karl Anton Lang                          | Zentrum           |                   |
| Pfalz             | |                                          |                   |                   |
| 1                 | Speyer, Ludwigshafen, Frankenthal                                                                            | Ludwig Groß                              | DFP               |                   |
| 2                 | Landau, Neustadt an der Haardt                                                                               | Ludwig Andreas Jordan                    | NLP               |                   |
| 3                 | Germersheim, Bergzabern                                                                                      | Theodor Spaeth                           | NLP               |                   |
| 4                 | Zweibrücken, Pirmasens                                                                                       | Karl Schmidt                             | NLP               |                   |
| 5                 | Homburg, Kusel                                                                                               | Franz Armand Buhl                        | NLP               |                   |
| 6                 | Kaiserslautern, Kirchheimbolanden                                                                            | August Zinn                              | DFP               |                   |
| Oberpfalz         | |                                          |                   |                   |
| 1                 | Regensburg, Burglengenfeld, Stadtamhof                                                                       | Johann Brückl                            | Zentrum           |                   |
| 2                 | Amberg, Nabburg, Sulzbach, Eschenbach                                                                        | Franz Rußwurm                            | Zentrum           |                   |
| 3                 | Neumarkt, Velburg, Hemau                                                                                     | Johann Triller                           | Zentrum           |                   |
| 4                 | Neunburg, Waldmünchen, Cham, Roding                                                                          | Michael Datzl                            | Zentrum           |                   |
| 5                 | Neustadt a. d. Waldnaab, Vohenstrauß, Tirschenreuth                                                          | Michael Huber                            | Zentrum           |                   |
| Oberfranken       | |                                          |                   |                   |
| 1                 | Hof, Naila, Rehau, Münchberg                                                                                 | Friedrich von Schauß                     | NLP               |                   |
| 2                 | Bayreuth, Wunsiedel, Berneck                                                                                 | Melchior Stenglein                       | NLP               |                   |
| 3                 | Forchheim, Kulmbach, Pegnitz, Ebermannstadt                                                                  | Chlodwig zu Hohenlohe-Schillingsfürst    | LRP               |                   |
| 4                 | Kronach, Staffelstein, Lichtenfels, Stadtsteinach, Teuschnitz                                                | Matthäus Kirchner                        | Zentrum           |                   |
| 5                 | Bamberg, Höchstadt                                                                                           | Jacob Schüttinger                        | Zentrum           |                   |
| Mittelfranken     | |                                          |                   |                   |
| 1                 | Nürnberg | Wolf Frankenburger                       | DFP               |                   |
| 2                 | Erlangen, Fürth, Hersbruck                                                                                   | Heinrich Marquardsen                     | NLP               |                   |
| 3                 | Ansbach, Schwabach, Heilsbronn                                                                               | Karl Föckerer                            | DFP               |                   |
| 4                 | Eichstätt, Beilngries, Weissenburg                                                                           | Friedrich von Quadt-Wykrad-Isny          | Zentrum           |                   |
| 5                 | Dinkelsbühl, Gunzenhausen, Feuchtwangen                                                                      | Otto Erhard                              | DFP               |                   |
| 6                 | Rothenburg ob der Tauber, Neustadt an der Aisch                                                              | Friedrich Pabst                          | NLP               |                   |
| Unterfranken      | |                                          |                   |                   |
| 1                 | Aschaffenburg, Alzenau, Obernburg, Miltenberg                                                                | Thomas Hauck                             | Zentrum           |                   |
| 2                 | Kitzingen, Gerolzhofen, Ochsenfurt, Volkach                                                                  | Clemens August von Schönborn-Wiesentheid | Zentrum           |                   |
| 3                 | Lohr, Karlstadt, Hammelburg, Marktheidenfeld, Gemünden                                                       | Georg Arbogast von und zu Franckenstein  | Zentrum           |                   |
| 4                 | Neustadt an der Saale, Brückenau, Mellrichstadt, Königshofen, Kissingen                                      | Gustav von Habermann                     | Zentrum           |                   |
| 5                 | Schweinfurt, Haßfurt, Ebern                                                                                  | Georg Bauch                              | Zentrum           |                   |
| 6                 | Würzburg | Ludwig von Zu Rhein                      | Zentrum           |                   |
| Schwaben          | |                                          |                   |                   |
| 1                 | Augsburg, Wertingen                                                                                          | Josef Edmund Jörg                        | Zentrum           |                   |
| 2                 | Donauwörth, Nördlingen, Neuburg                                                                              | Max Mayer                                | Zentrum           |                   |
| 3                 | Dillingen, Günzburg, Zusmarshausen                                                                           | Rudolf Weiß                              | Zentrum           |                   |
| 4                 | Illertissen, Neu-Ulm, Memmingen, Krumbach                                                                    | Ludwig von Aretin                        | Zentrum           |                   |
| 5                 | Kaufbeuren, Mindelheim, Oberdorf, Füssen                                                                     | Matthias Merkle                          | Zentrum           |                   |
| 6                 | Immenstadt, Sonthofen, Kempten (Allgäu), Lindau                                                              | Joseph Völk                              | NLP               |                   |

### Sachsen
| Königreich Sachsen | Königreich Sachsen                          | Königreich Sachsen           | Königreich Sachsen | Königreich Sachsen |
| ------------------ | ------------------------------------------- | ---------------------------- | ------------------ | ------------------ |
| 1                  | Zittau                                      | Julius Pfeiffer              | NLP                |                    |
| 2                  | Löbau                                       | Julius Frühauf               | NLP                |                    |
| 3                  | Bautzen, Kamenz, Bischofswerda              | Hermann von Nostitz-Wallwitz | DRP                |                    |
| 4                  | Dresden rechts der Elbe, Radeberg, Radeburg | Friedrich Oskar von Schwarze | DRP                |                    |
| 5                  | Dresden links der Elbe                      | Heinrich Minckwitz           | DFP                |                    |
| 6                  | Dresden-Land links der Elbe, Dippoldiswalde | Karl Gustav Ackermann        | DRP                |                    |
| 7                  | Meißen, Großenhain, Riesa                   | Gustav Richter               | DRP                |                    |
| 8                  | Pirna, Sebnitz                              | Arthur Eysoldt               | DFP                |                    |
| 9                  | Freiberg, Hainichen                         | August Geib                  | SDAP               |                    |
| 10                 | Döbeln, Nossen, Leisnig                     | Wilhelm Oehmichen            | DFP                |                    |
| 11                 | Oschatz, Wurzen, Grimma                     | Theodor Günther              | DRP                |                    |
| 12                 | Leipzig-Stadt                               | Eduard Stephani              | NLP                |                    |
| 13                 | Leipzig-Land, Taucha, Markranstädt, Zwenkau | Karl Heine                   | DFP                |                    |
| 14                 | Borna, Geithain, Rochlitz                   | Léonçe von Könneritz         | DRP                |                    |
| 15                 | Mittweida, Frankenberg, Augustusburg        | Julius Vahlteich             | SDAP               |                    |
| 16                 | Chemnitz                                    | Johann Most                  | SDAP               |                    |
| 17                 | Glauchau, Meerane, Hohenstein-Ernstthal     | August Bebel                 | SDAP               |                    |
| 18                 | Zwickau, Crimmitschau, Werdau               | Julius Motteler              | SDAP               |                    |
| 19                 | Stollberg, Schneeberg                       | Wilhelm Liebknecht           | SDAP               |                    |
| 20                 | Marienberg, Zschopau                        | Eduard Brockhaus             | NLP                |                    |
| 21                 | Annaberg, Schwarzenberg, Johanngeorgenstadt | Heinrich Theodor Koch        | NLP                |                    |
| 22                 | Auerbach, Reichenbach                       | Otto Georgi                  | NLP                |                    |
| 23                 | Plauen, Oelsnitz, Klingenthal               | Karl Gotthold Krause         | NLP                |                    |

### Württemberg
| Königreich Württemberg | Königreich Württemberg                        | Königreich Württemberg           | Königreich Württemberg | Königreich Württemberg |
| ---------------------- | --------------------------------------------- | -------------------------------- | ---------------------- | ---------------------- |
| 1                      | Stuttgart                                     | Gustav Müller                    | NLP                    |                        |
| 2                      | Cannstatt, Ludwigsburg, Marbach, Waiblingen   | Karl von Varnbüler               | DRP                    |                        |
| 3                      | Heilbronn, Besigheim, Brackenheim, Neckarsulm | Friedrich Eduard Mayer           | NLP                    |                        |
| 4                      | Böblingen, Vaihingen, Leonberg, Maulbronn     | Otto Elben                       | NLP                    |                        |
| 5                      | Esslingen, Nürtingen, Kirchheim, Urach        | Georg Friedrich von Lenz         | NLP                    |                        |
| 6                      | Reutlingen, Tübingen, Rottenburg              | Friedrich Ludwig Gaupp           | NLP                    |                        |
| 7                      | Nagold, Calw, Neuenbürg, Herrenberg           | Lorenz Chevalier                 | NLP                    |                        |
| 8                      | Freudenstadt, Horb, Oberndorf, Sulz           | Christian von Frisch             | NLP                    |                        |
| 9                      | Balingen, Rottweil, Spaichingen, Tuttlingen   | Ludwig Schwarz                   | DFP                    |                        |
| 10                     | Gmünd, Göppingen, Welzheim, Schorndorf        | Otto von Sarwey                  | DRP                    |                        |
| 11                     | Hall, Backnang, Öhringen, Weinsberg           | Franz von Weber                  | NLP                    |                        |
| 12                     | Gerabronn, Crailsheim, Mergentheim, Künzelsau | Hermann zu Hohenlohe-Langenburg  | DRP                    |                        |
| 13                     | Aalen, Gaildorf, Neresheim, Ellwangen         | Johann Leonhard Bayrhammer       | Zentrum                |                        |
| 14                     | Ulm, Heidenheim, Geislingen                   | Robert Römer                     | NLP                    |                        |
| 15                     | Ehingen, Blaubeuren, Laupheim, Münsingen      | Karl von Schmid                  | NLP                    |                        |
| 16                     | Biberach, Leutkirch, Waldsee, Wangen          | Cajetan von Bissingen-Nippenburg | Zentrum                |                        |
| 17                     | Ravensburg, Tettnang, Saulgau, Riedlingen     | Constantin von Waldburg-Zeil     | Zentrum                |                        |

### Baden
| Großherzogtum Baden | Großherzogtum Baden                          | Großherzogtum Baden | Großherzogtum Baden | Großherzogtum Baden |
| ------------------- | -------------------------------------------- | ------------------- | ------------------- | ------------------- |
| 1                   | Konstanz, Überlingen, Stockach               | Johann Roder        | NLP                 |                     |
| 2                   | Donaueschingen, Villingen                    | Robert von Mohl     | NLP                 |                     |
| 3                   | Waldshut, Säckingen, Neustadt im Schwarzwald | Franz Josef Faller  | NLP                 |                     |
| 4                   | Lörrach, Müllheim                            | Markus Pflüger      | NLP                 |                     |
| 5                   | Freiburg, Emmendingen                        | Paul Tritscheller   | NLP                 |                     |
| 6                   | Lahr, Wolfach                                | Wilhelm Morstadt    | NLP                 |                     |
| 7                   | Offenburg, Kehl                              | Carl Baer           | NLP                 |                     |
| 8                   | Rastatt, Bühl, Baden-Baden                   | Franz Xaver Lender  | Zentrum             |                     |
| 9                   | Pforzheim, Ettlingen                         | Carl Friderich      | NLP                 |                     |
| 10                  | Karlsruhe, Bruchsal                          | Wilhelm von Baden   | DRP                 |                     |
| 11                  | Mannheim                                     | Ferdinand Scipio    | NLP                 |                     |
| 12                  | Heidelberg, Mosbach                          | Wilhelm Blum        | NLP                 |                     |
| 13                  | Bretten, Sinsheim                            | Karl von Grimm      | NLP                 |                     |
| 14                  | Tauberbischofsheim, Buchen                   | Joseph von Buß      | Zentrum             |                     |

### Hessen
| Großherzogtum Hessen | Großherzogtum Hessen                               | Großherzogtum Hessen             | Großherzogtum Hessen | Großherzogtum Hessen |
| -------------------- | -------------------------------------------------- | -------------------------------- | -------------------- | -------------------- |
| 1                    | Gießen, Grünberg, Nidda                            | Adalbert Nordeck zur Rabenau     | LRP                  |                      |
| 2                    | Friedberg, Büdingen, Vilbel                        | Bernhard Schroeder               | NLP                  |                      |
| 3                    | Lauterbach, Alsfeld, Schotten                      | Wilhelm Oncken                   | NLP                  |                      |
| 4                    | Darmstadt, Groß-Gerau                              | Hermann Welcker                  | NLP                  |                      |
| 5                    | Offenbach, Dieburg                                 | Friedrich Dernburg               | NLP                  |                      |
| 6                    | Erbach, Bensheim, Lindenfels, Neustadt im Odenwald | Georg Martin                     | NLP                  |                      |
| 7                    | Worms, Heppenheim, Wimpfen                         | Cornelius von Heyl zu Herrnsheim | NLP                  |                      |
| 8                    | Bingen, Alzey                                      | Ludwig Bamberger                 | NLP                  |                      |
| 9                    | Mainz, Oppenheim                                   | Christoph Moufang                | Zentrum              |                      |

### Kleinstaaten
| Großherzogtum Mecklenburg-Schwerin    | Großherzogtum Mecklenburg-Schwerin                                | Großherzogtum Mecklenburg-Schwerin | Großherzogtum Mecklenburg-Schwerin | Großherzogtum Mecklenburg-Schwerin |
| ------------------------------------- | ----------------------------------------------------------------- | ---------------------------------- | ---------------------------------- | ---------------------------------- |
| 1                                     | Hagenow, Grevesmühlen                                             | Karl Friedrich Wilhelm Prosch      | NLP                                |                                    |
| 2                                     | Schwerin, Wismar                                                  | Anton Haupt                        | NLP                                |                                    |
| 3                                     | Parchim, Ludwigslust                                              | Moritz Wiggers                     | DFP                                |                                    |
| 4                                     | Waren, Malchin                                                    | Hermann Pogge                      | NLP                                |                                    |
| 5                                     | Rostock, Doberan                                                  | Michael Baumgarten                 | DFP                                |                                    |
| 6                                     | Güstrow, Ribnitz                                                  | Friedrich Büsing                   | NLP                                |                                    |
| Großherzogtum Sachsen-Weimar-Eisenach |                                                                   |                                    |                                    |                                    |
| 1                                     | Weimar, Apolda                                                    | Paul von Bojanowski                | NLP                                |                                    |
| 2                                     | Eisenach, Dermbach                                                | Friedrich Sommer                   | NLP                                |                                    |
| 3                                     | Jena, Neustadt an der Orla                                        | Wilhelm Adolf Schmidt              | NLP                                |                                    |
| Großherzogtum Mecklenburg-Strelitz    |                                                                   |                                    |                                    |                                    |
| 1                                     | Neustrelitz, Neubrandenburg, Schönberg                            | Franz Pogge                        | NLP                                |                                    |
| Großherzogtum Oldenburg               |                                                                   |                                    |                                    |                                    |
| 1                                     | Oldenburg, Eutin, Birkenfeld                                      | August Hullmann                    | NLP                                |                                    |
| 2                                     | Jever, Brake, Westerstede, Varel, Elsfleth, Landwürden            | Hermann Becker                     | NLP                                |                                    |
| 3                                     | Vechta, Delmenhorst, Cloppenburg, Wildeshausen, Berne, Friesoythe | Ferdinand Heribert von Galen       | Zentrum                            |                                    |
| Herzogtum Braunschweig                |                                                                   |                                    |                                    |                                    |
| 1                                     | Braunschweig, Blankenburg                                         | Friedrich Wilhelm Schöttler        | NLP                                |                                    |
| 2                                     | Helmstedt, Wolfenbüttel                                           | Bernhard Abeken                    | NLP                                |                                    |
| 3                                     | Holzminden, Gandersheim                                           | Ferdinand Koch                     | NLP                                |                                    |
| Herzogtum Sachsen-Meiningen           |                                                                   |                                    |                                    |                                    |
| 1                                     | Meiningen, Hildburghausen                                         | Wilhelm Kircher                    | NLP                                |                                    |
| 2                                     | Sonneberg, Saalfeld                                               | Eduard Lasker                      | NLP                                |                                    |
| Herzogtum Sachsen-Altenburg           |                                                                   |                                    |                                    |                                    |
| 1                                     | Altenburg, Roda                                                   | Gustav Richard Wagner              | NLP                                |                                    |
| Herzogtum Sachsen-Coburg-Gotha        |                                                                   |                                    |                                    |                                    |
| 1                                     | Coburg                                                            | Max Weber                          | NLP                                |                                    |
| 2                                     | Gotha                                                             | Carl Ausfeld                       | DFP                                |                                    |
| Herzogtum Anhalt                      |                                                                   |                                    |                                    |                                    |
| 1                                     | Dessau, Zerbst                                                    | Ludwig von Cuny                    | NLP                                |                                    |
| 2                                     | Bernburg, Köthen, Ballenstedt                                     | Julius Kraaz                       | NLP                                |                                    |
| Fürstentum Schwarzburg-Rudolstadt     |                                                                   |                                    |                                    |                                    |
| 1                                     | Königsee, Frankenhausen                                           | Adolph Hoffmann                    | DFP                                |                                    |
| Fürstentum Schwarzburg-Sondershausen  |                                                                   |                                    |                                    |                                    |
| 1                                     | Sondershausen, Arnstadt, Gehren, Ebeleben                         | Hermann Friedrich Valentin         | NLP                                |                                    |
| Fürstentum Waldeck-Pyrmont            |                                                                   |                                    |                                    |                                    |
| 1                                     | Waldeck, Pyrmont                                                  | Johannes von Miquel                | NLP                                |                                    |
| Fürstentum Reuß älterer Linie         |                                                                   |                                    |                                    |                                    |
| 1                                     | Greiz, Burgk                                                      | Heinrich Bernhard Oppenheim        | NLP                                |                                    |
| Fürstentum Reuß jüngerer Linie        |                                                                   |                                    |                                    |                                    |
| 1                                     | Gera, Schleiz                                                     | Albert Traeger                     | DFP                                |                                    |
| Fürstentum Schaumburg-Lippe           |                                                                   |                                    |                                    |                                    |
| 1                                     | Bückeburg, Stadthagen                                             | Franz Fritz von Dücker             | NLP                                |                                    |
| Fürstentum Lippe                      |                                                                   |                                    |                                    |                                    |
| 1                                     | Detmold, Lemgo                                                    | Franz Hausmann                     | DFP                                |                                    |
| Hansestadt Lübeck                     |                                                                   |                                    |                                    |                                    |
| 1                                     | Lübeck                                                            | Karl Peter Klügmann                | NLP                                |                                    |
| Freie Hansestadt Bremen               |                                                                   |                                    |                                    |                                    |
| 1                                     | Bremen, Bremerhaven                                               | Alexander Georg Mosle              | NLP                                |                                    |
| Freie und Hansestadt Hamburg          |                                                                   |                                    |                                    |                                    |
| 1                                     | Neustadt, St. Pauli                                               | Rudolf Heinrich Möring             | NLP                                |                                    |
| 2                                     | Altstadt, St. Georg, Hammerbrook                                  | Hermann Schmidt                    | NLP                                |                                    |
| 3                                     | Vororte und Landherrenschaften                                    | Isaac Wolffson                     | NLP                                |                                    |

### Elsaß-Lothringen
| Reichsland Elsaß-Lothringen | Reichsland Elsaß-Lothringen | Reichsland Elsaß-Lothringen | Reichsland Elsaß-Lothringen | Reichsland Elsaß-Lothringen |
| --------------------------- | --------------------------- | --------------------------- | --------------------------- | --------------------------- |
| 1                           | Altkirch, Thann             | Landolin Winterer           | Els.-Lothringer             |                             |
| 2                           | Mülhausen                   | Heinrich Häffely            | Els.-Lothringer             |                             |
| 3                           | Colmar                      | Jean Baptiste Soehnlin      | Els.-Lothringer             |                             |
| 4                           | Gebweiler                   | Joseph Guerber              | Els.-Lothringer             |                             |
| 5                           | Rappoltsweiler              | Jacob Ignatius Simonis      | Els.-Lothringer             |                             |
| 6                           | Schlettstadt                | Andreas Räß                 | Els.-Lothringer             |                             |
| 7                           | Molsheim, Erstein           | Joseph Philippi             | Els.-Lothringer             |                             |
| 8                           | Straßburg-Stadt             | Ernest Lauth                | Els.-Lothringer             |                             |
| 9                           | Straßburg-Land              | Alexis von Schauenburg      | Els.-Lothringer             |                             |
| 10                          | Hagenau, Weißenburg         | Ludwig Hartmann             | Els.-Lothringer             |                             |
| 11                          | Zabern                      | Eduard Teutsch              | Els.-Lothringer             |                             |
| 12                          | Saargemünd, Forbach         | Eugène Pougnet              | Els.-Lothringer             |                             |
| 13                          | Bolchen, Diedenhofen        | Charles Abel                | Els.-Lothringer             |                             |
| 14                          | Metz                        | Paul Dupont des Loges       | Els.-Lothringer             |                             |
| 15                          | Saarburg, Chateau-Salins    | Charles Germain             | Els.-Lothringer             |                             |

## Die Fraktionen des 2.Reichstags
Im 2. Reichstag schlossen sich mehrere Abgeordnete nicht der Fraktion ihrer eigentlichen Partei an und blieben zum Teil fraktionslos. Drei DHP-Abgeordnete traten der Zentrumsfraktion bei. Die neun Abgeordneten der beiden sozialdemokratischen Parteien bildeten eine gemeinsame Fraktion. Am Beginn der Legislaturperiode besaßen die Reichstagsfraktionen die folgende Stärke:
| Nationalliberale   | 150 |
| Zentrum            | 94  |
| Fortschrittspartei | 49  |
| Freikonservative   | 31  |
| Altkonservative    | 21  |
| Polen              | 13  |
| Sozialdemokraten   | 9   |
| Fraktionslose      | 30  |

Im weiteren Verlauf der Legislaturperiode änderte sich aufgrund von Nachwahlen und Fraktionswechseln mehrfach die Stärke der einzelnen Fraktionen.